# قره‌حسنلو (ارومیه)
قره‌حسنلو (ارومیه)، روستایی از توابع بخش مرکزی شهرستان ارومیه در استان آذربایجان غربی ایران است.

## جمعیت
این روستا در دهستان روضه‌چای قرار دارد و براساس سرشماری مرکز آمار ایران در سال ۱۳۸۵، جمعیت آن ۱٬۰۰۲ نفر (۲۸۵ خانوار) بوده‌است.